# Donkey Kong
|  | Per a altres significats, vegeu «Donkey Kong (desambiguació)». |

Donkey Kong ドンキーコング (Donkī Kongu) és un joc de màquina recreativa creat per Nintendo l'any 1981. És un primitiu joc del gènere plataformes que se centra a controlar el personatge sobre una sèrie de plataformes mentre evita obstacles. La història no és molt complexa, però funciona per a l'època. El joc consisteix en el fet que Mario (al joc, Jumpman) ha de rescatar una dama a qui un enorme mico, anomenat Donkey Kong, té capturada. Aquests dos personatges van esdevenir dos dels personatges de Nintendo més famosos.
Aquest joc va ser l'últim esforç de la companyia japonesa per penetrar amb èxit al mercat nord-americà. Hiroshi Yamauchi, el president de Nintendo, va assignar el disseny del joc a Shigeru Miyamoto. Basant-se en múltiples inspiracions, incloent Popeye i King Kong, Miyamoto va crear els escenaris i va dissenyar el joc amb el cap de sistemes de Nintendo, Gunpei Yokoi. Aquests dos homes van crear uns nous gràfics usant tècniques de caracterització, fins i tot escenes entre nivells per fer avançar la història del joc.
Malgrat els dubtes que van sorgir per part de membres de Nintendo a Amèrica, Donkey Kong va ser un gran èxit a Amèrica del Nord i al Japó. Nintendo va autoritzar a Coleco perquè fes les versions domèstiques en diverses plataformes. Altres companyies es van limitar a fer jocs amb el mateix esquema per evitar pagar a Nintendo per la seva idea.
Els personatges creats per Miyamoto apareixien en múltiples llocs, com a caixes de cereals i dibuixos animats. Universal City Studios va denunciar a Nintendo al·legant que Donkey Kong violava els drets d'autor de King Kong, però tal demanda no va prosperar.
L' èxit d'aquest joc va posar a Nintendo en una posició privilegiada per dominar el mercat dels videojocs durant la dècada dels 80 i principis dels 90.
El març del 2023 el grup de Projecte 'Ce Trencada' va traduir de manera comunitària i no oficial el joc en català.

## Història i personatges
Donkey Kong fa d'enemic en aquest joc, encara que la companyia Rare ha declarat que el mico enemic d'aquest joc (que es creia que és Donkey Kong), és en realitat Cranky Kong, i en el joc Donkey Kong Jr, si és Donkey Kong el mico d'aquest joc. L' avatar del jugador és el fuster Jumpman (El nom segueix la línia de Walkman i Pac-Man, encara que després se li va canviar de nom a Mario), que ha de prendre el paper de Jumpman i rescatar a la seva noia, en el qual seria el primer joc que usés una història basada en el clixé de "la Dama en dificultats".
Les limitacions tècniques van definir el seu disseny: en comptes de portar un somriure se li va posar un bigoti, i tenia una gorra perquè no eren capaces d'animar el seu pèl; perquè els seus moviments de braços fossin visibles, les mànigues es van pintar de blau i se li van posar guants blancs.
El disseny que es va usar per al material promocional i la cabina de joc va ser més explícit. Per exemple, Pauline apareixia com una Fay Wray (la protagonista de King Kong) amb el vestit esquinçat i uns talons d'agulla.
Aquest joc és el primer que introdueix una història completa explicada en un videojoc, emprant escenes intermèdies per fer avançar el guió.
El joc comença amb el goril·la Donkey Kong pujant per unes escales arribant a la teulada d'una zona de construcció. Asseu a Pauline i, estampant els seus peus, doblega les bigues d'acer. Després es trasllada a la seva posició i crida. Aquesta animació marca l'escena i afegeix el fons al joc, alguna cosa única, fins a aquest moment, en els videojocs.
Conforme s'apropa el final de l'etapa, apareix una altra escena. Un cor apareix entre Jumpman i Pauline, però Donkey Kong l'agafa i la porta més alt encara, trencant-se el cor. Tot acaba quan Mario arriba a l'última etapa. Donkey Kong és derrotat, ambdós es reuneixen i el joc torna a començar des del primer nivell.

## Jugabilitat
Donkey Kong és una plataforma primitiva (S'esmenta que va ser el primer, però els seus predecessors van ser Space Panic i Apple Panic).
El joc es divideix en 4 zones. Cadascuna d'elles representa 25 metres de l'edifici que Donkey va escalar. L'última zona, per tant, està a 100 metres. Es necessita habilitat i paciència per calcular els temps de pujada de Jumpman.
El joc posa com a meta a Pauline; quan arriba ella, el jugador rep una puntuació, basada en destruir objectes, evitar-los, completar la zona, recollir objectes, etc. Per cada 7.000 punts obtinguts, el jugador rep tres oportunitats més.
Les zones són les següents:
- Zona 1 (25 m) Jumpman ha d'escalar una zona de construcció formada per set pisos feta de bigues i escales tortes, mentre esquiva saltant barrils llançats per Donkey Kong, boles de foc, etc.
- Zona 2 (50 m) Jumpman ha de pujar una construcció de cinc pisos. Torna a haver-hi boles de foc. Aquesta zona no apareix en algunes conversions que es van fer del joc, com la de NES.
- Zona 3 (75 m) Jumpman pot pujar i baixar per uns ascensors mentre evita més boles de foc i diversos objectes que boten. Els pesos que apareixen (el perill més gran de l'heroi d'aquesta pantalla) emergeixen del nivell superior, i paren prop de l'ascensor de la dreta.
- Zona 4 (100 m) Jumpman ha de llevar vuit reblons que estan en el sòl, ja que es guanya el nivell així. Donkey Kong cau i Jumpman pot reunir-se a fi amb Pauline. Aquesta és l'última zona de cada nivell.

Aquestes zones es van combinant per fer fases, de dificultat creixent. Un exemple és la velocitat en la qual Donkey Kong tira barrils, o les boles de foc, que són més ràpides. El nivell 22 és conegut popularment com "la fase de la mort", ja que un error de programació t'impedeix passar d'aquesta fase (el temps màxim per passar-se el nivell és inferior al necessari).

## Desenvolupament
A la fi dels anys 1970, l'intent de Nintendo de penetrar amb èxit al mercat de videojocs Nord-americà va fallar després del fracàs de Radar Scope el 1979. Per aconseguir mantenir a la companyia amb opcions al mercat, el seu president, Hiroshi Yamauchi, decideix convertir Radar Scope en alguna cosa completament nova. Per a això va demanar a Shigeru Miyamoto, un jove dissenyador de la companyia que treballava en aquesta des de 1977, que s'encarregués de fer un joc d'arcade. Ell accepta i Yamauchi encarrega al seu enginyer cap, Gunpei Yokoi, que supervisi el projecte.
Mentre, Nintendo perseguia la llicència de Popeye per fer un videojoc del personatge. Nintendo, al final, no va aconseguir treure res de les negociacions amb els creadors del còmic, per la qual cosa Nintendo (basant-se en el mateix esquema) va estimar que podia crear nous personatges que poguessin ser usats en futurs jocs.
Van començar a substituir-se els papers: Jumpman faria el paper de Popeye, Olivia passà a ser Pauline i, el canvi més dràstic, Bluto, que va passar a ser un goril·la, que en paraules de Miyamoto "No és ni molt dolent ni molt repugnant". Podia notar-se les influències de La Bella i la Bèstia i King Kong (a part de l'argument de Popeye) en el joc.
Encara que originalment es va pensar per a la llicència de Popeye, Donkey Kong marca una fita, ja que era la primera vegada que el fil argumental va precedir la programació del joc.
Yamauchi tenia com a objectiu principal el mercat dels EUA, per la qual cosa volia un títol apropiat per a aquest país i així atreure al públic. Miyamoto va decidir que el títol portés el nom de goril·la. Ell no coneixia l'anglès, i, amb l'ajuda d'un diccionari d'Inglés-Japonès va triar "Donkey Kong".
En realitat, Shigeru volia un sinònim de "Goril·la ximple", va triar "Kong" i no "Goril·la", ja que es feia servir més el primer al Japó. Donkey es va triar per representar alguna cosa estúpida i despreocupada.
Miyamoto tenia grans desitjos posats en aquest nou projecte. Ell mancava de coneixements tècnics per programar solament, així que dissenyava el que volia para posteriorment consultar amb els tècnics si era possible el que pensava. Miyamoto volia fer personatges de diferents grandàries, que es moguessin de manera diferent i que reaccionessin de diverses formes. Yokoi va estimar el disseny original de Miyamoto de "molt complex". Una altra idea que el mateix Yokoi va suggerir va ser usar uns balancins que permetien a l'heroi catapultar-se per la pantalla, cosa que complicava molt el desenvolupament del programa. Miyamoto, llavors, va tenir la idea d'usar plataformes, barrils i escales. Quan ell va especificar que el joc tingués diverses pantalles, els quatre programadors es van queixar que Miyamoto els pressionava molt i de manera constant. No obstant això, van seguir el disseny inicial que va proposar Miyamoto, copant 20 Kilobytes de codi. Mentrestant, aquest componia la música del joc amb un teclat elèctric.
Hiroshi Yamauchi es va adonar de la qualitat que estava aconseguint el joc, i de l'èxit que podia collir, i va cridar a Minoru Arakawa (un dels alts càrrecs de Nintendo Amèrica), informant-li de tal succés. Llavors, els distribuïdors americans de Nintendo, Ron Judy i Al Stone, es van posar en contacte amb l'advocat Howard Lincoln per assegurar-se la patent.
El joc es va enviar a Nintendo Amèrica per ser provat pels testers. No els va agradar molt, ja que era molt diferent al panorama que oferia la indústria del videojoc en aquesta època, quan abundaven els jocs de trencaclosques i de tret. És per això que Judy i Lincoln mostrava reserves a l'hora de parlar del títol. Tot i això, Arakawa seguia insistint-los que el títol podia arribar a ser alguna cosa gran. Els executius americans van demanar a Yamauchi que canviés el nom del videojoc, ja que a ells els resultava confús. Resignats Arakawa i els empleats de Nintendo Amèrica, van parlar de la traducció per al gabinet d'art i el nomenament dels caràcters. Ells van nomenar Pauline a la noia i a Jumpman li van cridar Mario, per la seva semblança amb Mario Segale, el propietari del magatzem. Aquests noms van ser pintats en la cabina de la màquina recreativa i usat en articles promocionals. Donkey Kong estava llest per llançar-se al mercat.
Stone i Judy van convèncer a dos representants de dos bars de Seattle, Washington, que posessin dues màquines recreatives de Donkey Kong. Al principi aquests no creien que fos rendible, encara que quan van veure la quantitat de diners recaptats aconseguia els 28? diaris (com si haguessin jugat 120 vegades) en una setmana, van demanar més unitats. Llavors, l'empresa de Redmond va crear un equip conformat per Arakawa, la seva esposa Yoko, James, Judy, Phillips i Stone, que eren els encarregats de descompondre 2000 màquines de Radar Scope que sobraven per convertir-ho en màquines de Donkey Kong, per subministrar així les peticions del mercat japonès. El joc va sortir a la venda oficialment al juliol de l'any 1981.
Steve Bloom descriu Donkey Kong com "un altre joc de dibuixos animats, cortesia del Japó". No obstant això, per als usuaris canadencs i nord-americans, el joc era irresistible. Les primeres 2000 unitats que es van llançar es van vendre ràpid, i es van manar més unitats. Arakawa va començar a crear els components electrònics en les oficines de Redmond, ja que calia esperar molt temps per rebre les comandes que provenien del Japó. A l'octubre, Donkey Kong va vendre 4.000 unitats, i al juny de 1982, Nintendo havia aconseguit posar al mercat 60.000 unitats, aconseguint uns beneficis de 180 milions de dòlars. Judy i Stone, que van treballar en el projecte, es van fer milionaris.
A Amèrica, el videojoc va tenir un grandiós èxit. El 1982, el grup Buckner i Gracia, juntament amb el grup R.Cade i els Video Victims, van gravar una sèrie de músiques que es basaven en el joc. Artistes com DJ Jazzy Jeff i Fresh Prince van esmentar al videojoc de Nintendo en algunes de les seves cançons. Donkey Kong també va aparèixer en alguns episodis de la sèrie de TV Els Simpson. Actualment, els efectes sonors de la versió de Atari 2600 sonen en algunes pel·lícules i demostracions. En el Killer List of Videogames (més coneguda com a KLOV), Donkey Kong apareix en el tercer lloc de la llista dels jocs arcades més populars, i apareix el vint-i-cinquè a la llista dels 100 millors jocs de la història. Donkey Kong apareix com el cinquè joc més popular per als col·leccionistes.

## Llicència i conversions
L'èxit que va collir el videojoc va fer que al juny de l'any 1982 tingués més de 50 contractes amb companyies interessades en usar la llicència als Estats Units, i al Japó es va llicenciar als personatges del videojoc. Mario i el mico Donkey apareixien en caixes de cereals, en jocs de taula, pijames i en sèries d'anime. El 1983, l'estudi d'animació Ruby-Spears va fer per al programa Saturday Superarcade de la CBS una sèrie sobre Donkey Kong (en la qual apareixia el personatge Donkey Kong Jr)). En la sèrie es resol l'argument d'una manera molt semblant a la sèrie Scooby-Doo, però centrat en el fet de la persecució que tenen entaulada Mario i Pauline amb Donkey Kong, que es va escapar del circ. La sèrie va durar dues temporades.
Els desenvolupadors de videojocs estaven interessats també. Taito va oferir una suma considerable de diners per a obtenir tots els drets de Donkey Kong, però des de Nintendo es va declinar la proposició. Coleco va aconseguir al Japó un acord amb Nintendo per fer la versió domèstica del joc. Nintendo se sent llavors millor establerta als EUA, ja que amb Coleco podria millorar les vendes del seu joc. Nintendo rebria 1,40$ per cartutx i 1$ per tauler venut. El 24 de desembre de 1981, Howard Lincoln va preparar, en un nou contracte, una clàusula estranya per a una llicència: va incloure un llenguatge que Coleco devia mantenir en tots els videojocs que fes sobre el personatge . Arakawa va signar el contracte al següent dia, i el dia 1 de febrer de l'any 1982, Yamauchi va convèncer el representant de Coleco al Japó de signar el contracte sense haver de controlar el document l'empresa d'advocats representants de Coleco.
Coleco no va publicar el joc de manera independent, sinó que ho va posar de sèrie juntament amb la consola ColecoVision, sortint a la venda aquestes unitats al juliol de l'any 1982. La versió de Coleco se cenyeix més a l'arcade. Sis mesos després, Coleco va crear les versions de Donkey Kong per l'Atari 2600, Intellivision i VCS. Les vendes de Coleco van ascendir a 500 milions de dòlars i els seus ingressos quadruplicats a 40 milions de dòlars.
Mentre, Atari va aconseguir els drets de la versió en disquet de Donkey Kong, preparant per al seu Atari 800 una versió del joc. Quan en el Consumer Electronics Show a Chicago, Coleco va mostrar en la computadora d'Adam jugant a Donkey Kong, i Atari va protestar. Yamauchi va exigir al president de Coleco explicacions, però aquest va demostrar que aquesta versió estava basada en cartutx, i, per tant, no violava l'acord amb Atari.
Ray Kassar d'Atari, al mes següent, llança per a PC una versió de Donkey Kong.
Miyamoto crea una versió simplificada del joc per a una portàtil del tipus Game & Watch, i, el 1983, es va crear la versió de Donkey Kong per NES, que va seguir fabricant-se fins a 1988. Altres versions conegudes del joc van ser en Apple II, Atari 7800, Commodore 64, Commodore VIC-20, PC, ZX Spectrum, Mini-Arcade, i TU-99/4A.
El 1994, Nintendo va fer una versió per Game Boy de Donkey Kong, i va ser el primer a aparèixer par a Super Game Boy. Aquesta versió presentava nous nivells i millores gràfiques i de control.
Altres versions del joc es van fer per a Nintendo 64 (Donkey Kong 64), GameCube (En Animal Crossing, s'inclou el joc llançat per la NES), i per a la Game Boy Advance, en la sèrie dedicada als clàssics de la NES, es va llançar la versió d'aquesta plataforma.

## Clons i seqüeles
Altres companyies van decidir refusar de demanar la llicència i van fer jocs molt semblants al de Nintendo.
El 1981, O.R.Rissman, president de Tiger Electronics, va obtenir la llicència d'Universal City Studios per poder usar el nom de King Kong. Sota aquest títol, es va fer una versió portàtil que es basava directament de la creació de Nintendo.
Un altre exemple és Crazy Kong, un joc molt semblant a Donkey Kong fet per Falcon i que es publicava en mercats no americans. Però, diverses màquines es van colar al mercat nord-americà durant els principis dels vuitanta. Aquestes màquines van canviar el seu nom a Congorilla. Nintendo se n'adona i pren accions legals per impedir la distribució del joc.
Sega també va crear el seu propi Donkey Kong, al com va cridar Congo Bongo. El joc és idèntic, excepte perquè la vista era isomètrica.
Donkey Kong va tenir dues seqüeles directes: Donkey Kong Jr. i Donkey Kong 3. Rareware reviu la saga Donkey Kong en els 90 fent jocs de plataformes i diverses versions de l'original. El primer d'ells va ser Donkey Kong Country de 1994.
L'últim joc en el qual apareix la versió original de Donkey Kong es va titular Donkey Kong 64, llançat para Nintendo 64 el 1999. El joc apareix en una màquina arcade com un mini-joc que ha de passar-se per aconseguir altres objectes.
El 2004, Nintendo edita Mario vs. Donkey Kong, un títol més proper a l'esperit de l'original. A aquest, Mario ha de seguir a Donkey per una fàbrica de joguines.
Aquest mateix any, Nintendo comença a llançar la sèrie Donkey Konga, un joc fet per aprofitar el nou controlador de Nintendo: el Bongo. En la pantalla t'apareixen les indicacions que has de seguir per continuar amb el ritme de la música.
El 2005, es va llançar DK: King of Swing, un joc entre mig camí del gènere de plataforma i de trencaclosques.

## Judici contra Universal City Studios, Inc.
L'èxit de Donkey Kong era indiscutible fins que, a l'abril de 1982, Sid Sheimberg, advocat i president de MCA i Universal City Studios, sospita que el joc podia infringir els drets d'autor pel que fa a King Kong. El 27 d'abril, ell amenaça a Coleco amb una demanda per la versió domèstica de Donkey Kong. Per fi, el 5 de maig, s'arriba a un acord, en el qual Coleco cedia el 3% dels beneficis obtinguts per Donkey Kong, que va ascendir a 4,6 milions de dòlars.
Mentre, Sheinberg dona la llicència a Tiger perquè fes un joc de King Kong, però O.R.Rissman rebutja reconèixer la marca registrada d'Universal. Quan Universal amenaça a Nintendo, Howard Lincoln i la companyia nipona no li va donar cap importància. Llavors Universal va permetre a la companyia Tiger seguir produint el videojoc de King Kong, sempre que ho diferenciessin clarament de Donkey Kong.
Universal va denunciar a Nintendo definitivament el 29 de juny de 1982, i va anunciar la seva llicència amb Coleco. La companyia va començar a enviar cartes a les companyies afiliades amb la llicència de Donkey Kong perquè desistissin de realitzar jocs amb la llicència d'aquest personatge, demanant que els paguessin els drets, excepte a MB i a l'empresa Ralston Purina.
El judici entre Universal City Studios i Nintendo es va produir a Nova York. Va dirigir el judici el jutge Robert W. Sweet. Universal i l'empresa neoyorkina Townley¬Updike al·legaven que els noms de King Kong i de Donkey Kong podien confondre's d'una manera molt fàcil i, a causa d'això, l'argument dels videojocs de Donkey Kong infringiria els drets de les pel·lícules de King Kong. John Kirby, conseller de Nintendo, es defensava al·legant que s'havia parlat abans que la saga King Kong, personatges i escenaris estiguessin en domini públic. El jutge Sweet va donar la raó a Nintendo:
| «                                                                       | Donkey Kong és la particular expressió d'un malvat mico i un fuster (amb un barret de foc o sense) que ha d'esquivar diversos obstacles (ja siguin bombes o boles de foc), mentre puja escales de mà (ja sigui completes o trencades), recollint premis (paraigües o bosses) per rescatar a una 'rossa' com a ostatge dels goril·les no està en contra dels drets protegits d'Universal i els seus llicenciataris. | » |
| — Extracte traduït d'Universal City Studios, Inc. v. Nintendo Co., Ltd. | |   |

Universal va decidir apel·lar el veredicte del jutge, i va demostrar proves de la confusió que tenia la gent sobre ambdós personatges gràcies a una enquesta telefònica realitzada per la mateixa companyia (molta gent pot confondre els dos noms, avui dia hi ha, per exemple, gent de parla hispana que crida a Donkey Kong "Don King Kong"). Així i tot, el 4 d'octubre de l'any 1984, es va decidir que es mantingués el veredicte anterior.
Nintendo i les altres companyies que tenien llicència de Donkey Kong, es van alinear per denunciar a Universal. El 20 de maig de 1985, el jutge dictamina que Nintendo ha de rebre 1,8 milions de dòlars per danys i perjudicis, però es va denegar la proposta de la companyia de rebre diners pels contractes d'Universal amb les companyies amb llicència de Donkey Kong.
Ambdues companyies van apel·lar, però no van prosperar.
Nintendo va recompensar a John Kirby amb un veler de 30.000 dòlars i els drets mundials de poder usar el nom de Donkey Kong per a aquest tipus d'embarcacions.
Més important va ser el significat de la sentència, demostrant que Nintendo podia competir amb altres grans empreses.